# أفريكا إن موشن
أفريقا إن موشن (AiM) هو مهرجان أفريقي سنوي للأفلام يقام في إدنبرة بإسكتلندا في أواخر أكتوبر / أوائل نوفمبر. الهدف الأساسي للمهرجان هو إتاحة الفرصة للجمهور في اسكتلندا لمشاهدة أفضل ما في السينما الأفريقية من جميع أنحاء القارة.

## برنامج
يشمل برنامج المهرجان السينما الأفريقية المعاصرة والكلاسيكية. يتم تغطية العديد من فئات الأفلام بكل أنواعهاː الطويلة، والقصيرة، والأفلام الوثائقية، والرسوم المتحركة، وأفلام نوليوود، وأفلام الرعب والعمل التجريبي. يعرض المهرجان العديد من الأفلام التي لم يكن قد تم عرضها في اسكتلندا من قبل، وبالتالي يوفر المهرجان فرصًا للجمهور الإسكتلندي لمشاهدة الأفلام الأفريقية. قام المهرجان في دورته عام 2008 بجولة في عدد من المدن في جميع أنحاء المملكة المتحدة، بما في ذلك بريستول، كامبريدج، كارديف، ديربي، دندي، غلاسكو، إينفيرنيس، مانشستر، نيوكاسل، شيفيلد وستيرلينغ. ومنذ عام 2009، قام المهرجان أيضًا بجولة في الأماكن الريفية في المرتفعات والجزر الاسكتلندية في نوفمبر بعد المهرجان الرئيسي.
يستضيف المهرجان مسابقة للأفلام القصيرة تعرض أعمال صانعي الأفلام الأفارقة الشباب والناشئين، حيث يحصل الفائز على جائزة نقدية. عروض الأفلام مصحوبة بمجموعة من الأحداث بما في ذلك حلقات النقاش والندوات وورش العمل والعروض الموسيقية الأفريقية والمعارض وجلسات سرد القصص وغيرها.
ومن بين المديرين المدعوين للمهرجان جان ماري تينو من الكاميرون، وجاستون كابوري من بوركينا فاسو، وجنوب إفريقيا ريتشارد ستانلي.
في عام 2013، ولأول مرة، توحدت أكبر أربعة مهرجانات سينمائية أفريقية في المملكة المتحدة، وهم «أفريكا إن موشن» في إدنبرة / غلاسكو، و«أفريكا آي» في بريستول، ومهرجان كامبريدج للسينما الأفريقية و «فيلم أفريكا» بلندن لمشاركة الأفلام وصانعي الأفلام في حملة لتقديم مجموعة متنوعة أكبر من السينما الأفريقية المعاصرة لجمهور أوسع في المملكة المتحدة. تضافرت جهود المهرجانات للقيام بجولة رباعية من الأفلام الروائية الجديدة عالية التصنيف من إفريقيا.